# Wojciech Pikor
Wojciech Czesław Pikor (ur. 31 października 1969 w Gdańsku) – polski duchowny katolicki, kapłan diecezji pelplińskiej, profesor nauk teologicznych.
W 1994 ukończył magisterskie studia teologiczne w Wyższym Seminarium Duchownym w Pelplinie i przyjął święcenia kapłańskie. W 1996 otrzymał stopień licencjata rzymskiego (licencjat nauk biblijnych uzyskał w 1999 po studiach Papieskim Instytucie Biblijnym w Rzymie). Doktorat obronił w 2001. Habilitował się w 2009. W 2015 uzyskał tytuł naukowy profesora nauk teologicznych.
Specjalizuje się w biblistyce. Od 2015 do 2019 roku pełnił funkcję rektora Wyższego Seminarium Duchownego w Pelplinie. Był kierownikiem Katedry Egzegezy Ksiąg Prorockich Starego Testamentu w Instytucie Nauk Biblijnych Katolickiego Uniwersytetu Lubelskiego Jana Pawła II

## Autorskie publikacje monograficzne
- Biblijne pytania o Boże Miłosierdzie (2004)
- Czytamy Stary Testament : ćwiczenia do wykładów z biblistyki (2007)
- Biblijne drogi ku braterstwu : materiały, metody, inspiracje  (2007)
- Soteriologiczna metafora wody w Księdze Izajasza (2009)
- Jak powstało Pismo Święte? : historia tekstu Biblii (2010)
- Bóg, woda i człowiek : biblijne scenariusze do katechezy młodzieży, dorosłych oraz formacji biblijnej w parafii  (2010)
- Przypowieści Jezusa : narracyjny klucz lektury (2011)
- Rola ziemi w przymierzu Boga z Izraelem : studium historyczno-teologiczne Księgi Ezechiela (2013)
- Odkrywanie siebie w dialogu z Jezusem : narracyjna lektura Ewangelii wg św. Jana (2014)
- Dziesięć lat Dzieła Biblijnego im. Jana Pawła II w Polsce (2006-2015) (współautor Józef Pick; 2017)
- Jak można nie zgadzać się z papieżem? Papież Franciszek a dubia kardynałów (2024) (współautor ks. Jan Perszon)